# Coccyzus merlini
El cuco lagartero cubano, arriero, arriero cubano, guacaica o tacó (Coccyzus merlini) es una especie de ave cuculiforme de la familia Cuculidae, que se encuentra en las Bahamas y Cuba.

## Descripción
Mide hasta 54 cm de longitud y pesa en promedio 155 g. El plumaje de las partes superiores es castaño oliváceo que se hace rufo en el lomo y la nuca; la garganta y el pecho son blancuzcos; el vientre y el crísum son de color ocre; la cola por debajo presenta barras blancas y negras con la punta marrón claro. Presenta piel roja alrededor de cada ojo.

## Hábitat
Vive en bosques, matorrales y plantaciones, por debajo de los 1.200 m de altitud.

## Alimentación
Se alimenta principalmente de lagartijas y también otros reptiles pequeños, roedores menores, insectos grandes, larvas y arañas.

## Reproducción
Construye con ramitas un nido en forma de platillo. La hembra pone 2 o 3 huevos blancos.